# 颱風海倫 (1995年)
颱風海倫（英語：Typhoon Helen，國際編號：9506，中國大陸編號：9507，聯合颱風警報中心：07W，菲律賓大氣地球物理和天文管理局：Gening）是1995年首個正面吹襲香港的熱帶氣旋。

## 氣象歷史
海倫於8月7日在馬尼拉以東約1190公里之西北太平洋形成一熱帶低氣壓。它向西北移動，於8月9日增強為熱帶風暴，翌日進入南海。8月11日，海倫在香港東南偏南約380公里進一步增強為強烈熱帶風暴。翌日早上，它在惠州市惠陽區霞涌街道（香港之東北約60公里處）登陸。在內陸，海倫迅速減弱，並於黃昏消散。

## 影響

### 中國大陸
海倫在廣東奪去23人性命。約有54000間房屋被破壞或摧毀，經濟損失合共13.3億人民幣。

### 香港
英屬香港
當地懸掛最高風球信號： 八號東北烈風或暴風信號 /  八號西北烈風或暴風信號 /  八號西南烈風或暴風信號
海倫在8月7日在馬尼拉以東約1 190公里的北太平洋西部上形成，它向西北移動，翌日其增強為一個熱帶風暴。並於8月9日進入南中國海。在香港，一號戒備信號在8月9日下午1時正懸掛，當時海倫集結在香港東南偏東約790公里。除幾陣驟雨外，當時天氣仍然晴朗。海倫開始在南海向西北偏北移動，並增強為一強烈熱帶風暴，三號強風信號在8月11日清晨5時45分懸掛，當時海倫集結在香港東南偏南約400公里。東北風開始增強，驟雨變為頻密，黃昏時東風進一步增強，港內陣風達每小時60公里。其後海倫轉向更偏北移動趨近香港，山頂、離岸地區晚間風力幾乎達烈風程度，八號東北烈風或暴風信號在晚上10時30分懸掛，當時海倫集結在香港之東南偏南約140公里，烈風區開始影響當地，雨勢亦進一步頻密。
當海倫掠過香港東部時，由於風向轉變，天文台在8月12日清晨4時30分將八號東北信號由八號西北烈風或暴風信號所取代，當時海倫集結在香港東南約100公里。清晨香港普遍受烈風及狂風大雨影響，水浸警告在上午4時45分發出，表示低窪地區會受海水淹浸。新界東部地區風勢黎明時顯著增強至暴風程度，橫瀾島一分鐘平均風速更達颶風程度。海倫影響期間，橫瀾島、塔門及九龍天星碼頭錄得平均風速為每小時104、70及65公里，最高陣風紀錄則是每小時139、112及94公里。天文台表示海倫未達颱風程度，因此毋須改掛更高風球。天文台在上午7時錄得最低每小時海平面氣壓993.0百帕斯卡，同時海倫在天文台以東約50公里掠過。兩小時後在香港東北約60公里處登陸，隨後在早上9時45時再被八號西南烈風或暴風信號取代。隨住海倫逐漸移入內陸並減弱為熱帶風暴，當地風力亦逐漸減弱，八號西南信號在下午2時15時分被三號強風信號所取代。海倫於當日進一步減弱並在河源消散。隨着海倫繼續減弱並遠離香港，所有信號在下午5時30分除下。雖然海倫逐漸遠離，不過海倫殘餘一道雷雨帶於下午稍後經過香港，帶來廣泛大雨及狂風雷暴。天文台在當日下午4時40分發出雷暴警告。其後一小時內，市區錄得的雨量超過50毫米，天文台在下午5時30分發出了紅色暴雨警告信號，是項警告聯同水浸警告於下午6時30分取消。海倫在8月12日早上7時左右最接近香港，當時位於香港以東約50公里。天文台總部在8月12日早上7時錄得最低瞬時海平面氣壓為993.0百帕斯卡。
海倫的大風及風暴潮令全港各區有樹木及棚架倒塌，31人受輕傷。海倫及其殘餘連日為香港帶來頻密狂風大驟雨，導致廣泛地區嚴重水浸。有約60宗山泥傾瀉報告，各大主要幹道全數受阻，交通癱瘓。8月13日，在柴灣及香港仔的大規模滑坡事故中，除活埋三人外，亦導致四人受傷。海倫吹襲亦導致啟德機場被逼關閉，多班航班需取消或轉飛他處。
受海倫、月初強烈熱帶風暴加里相關的活躍西南氣流及月底颱風肯特的惡劣天氣影響，1995年8月全月總雨量達1090.1毫米，比1961至1990年氣候平均值的391.4多出三倍（若以1991至2020年氣候平均值453.2毫米來計算，也超出2.4倍）；總日照時間亦相對偏少，只有139.2小時。

### 葡屬澳門
當地發出之最高熱帶氣旋信號：  八號東北風球 /   八號西北風球
- 發出時間：
  -   一號風球(8月9日 17:30)→  三號風球(8月11日 9：00)→  八號東北風球(8月12日 00：00)→  八號西北風球(8月12日 5：00)→  三號風球(8月12日 12：00)-(8月12日 15：30)

## 熱帶氣旋警告使用紀錄

### 香港
| 香港天文台 熱帶氣旋警告信號 | 香港天文台 熱帶氣旋警告信號 | 香港天文台 熱帶氣旋警告信號 |
| --------------------------- | --------------------------- | --------------------------- |
| 上一熱帶氣旋                | 一號戒備信號                | 下一熱帶氣旋                |
| 強烈熱帶風暴蓋瑞            | 一號戒備信號                | 熱帶風暴歐敏                |
| 熱帶風暴魯克                | 三號強風信號                | 颱風肯特                    |
| 強烈熱帶風暴貝姬            | 八號東北烈風或暴風信號      | 颱風維克托                  |
| 颱風哈爾                    | 八號西北烈風或暴風信號      | 颱風肯特                    |
| 颱風蓓姬                    | 八號西南烈風或暴風信號      | 颱風肯特                    |
| 颱風黛蒂                    | 八號烈風或暴風信號          | 颱風肯特                    |